# 利兰·斯坦福
阿马萨·利兰·史丹佛（1824年3月9日—1893年6月21日），美国实业家、政治家、共和党人，曾任加利福尼亚州州长（1862年-1863年）和美国参议院议员（1885年-1893年）。斯坦福被视为强盗男爵的代表。
史丹佛是一位成功的商人和批發商，他在淘金熱期間移居加利福尼亞州並建立了一個商業帝國。從1861年到1890年，他是中央太平洋鐵路和後來的南太平洋鐵路的一位有影響力的高管，賦予他在美國西部的巨大權力，並對加利福尼亞州產生了持久的影響。他還在太平洋人壽和富國銀行的早期歷史中作為股東和高管發揮了重要作用。他是加州第一位共和黨州長，史丹福被视为强盗男爵的代表。

## 生平
利兰·斯坦福1824年生于纽约州瓦特弗里特（今科隆尼），早年毕业于卡澤諾維亞學院，在1852年淘金热期间移民美国西部。

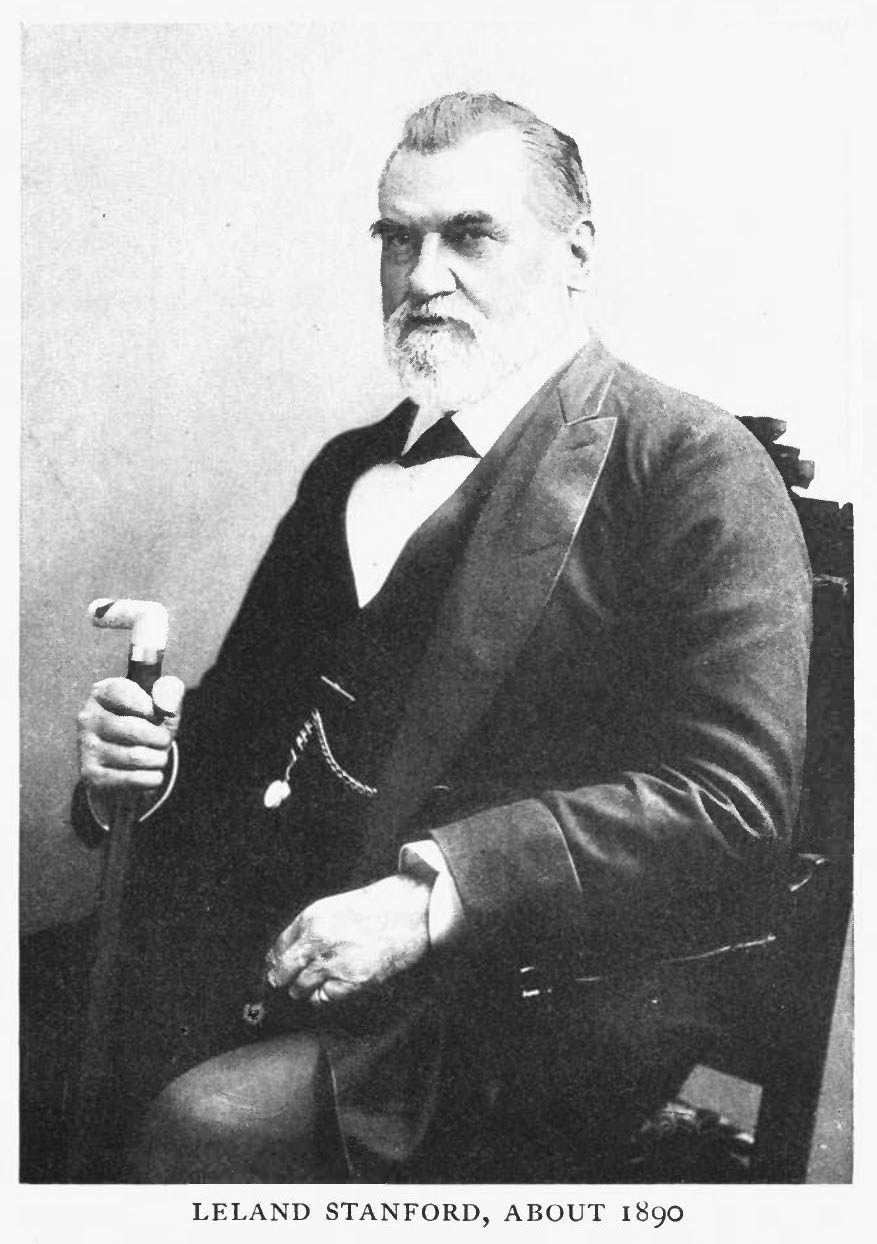
1890年代的斯坦福

他创建了中央太平洋铁路公司（Central Pacific Railroad），该公司是两家修筑第一条横跨美国的公司之一，完成了从加州到犹他州路段。这家公司的雇员90%是华工，共12,000名华人。
1876年，利蘭·史丹佛購買650英畝牧場，開始他著名帕羅奧圖仓储（Palo Alto Stock）農場發展。後來他又買了相鄰物業總值超過8000畝。這塊地附近後來被稱為帕羅奧圖（PaloAlto，西班牙语意为「高大的樹」）是因一棵千年高大加州紅木而取名。這樹也是史丹佛大學的象徵符號。樹仍然存在。利蘭·史丹佛在紐約成長，學法律。他像很多人搬到西邊尋找金塊。創建中央太平洋鐵路公司賺到錢。

### 建立大学
其獨子小利兰·史丹佛1884年16歲时去歐洲旅行，因伤寒在意大利佛罗伦萨不幸夭折。時任加州參議員的利蘭·史丹佛和他的妻子簡·萊思羅普·史丹佛因為不再能為自己的孩子做任何事情。史丹佛決定：「加州的孩子將是我們的孩子」他們著手尋找一個持久方式紀念自己心愛的兒子。史丹佛考慮幾種可能：一所大學、一所技校、一個博物館，最終他們決定建立兩個機構：大學和博物館（Cantor Museum）。他們提出非傳統的決定大學男女同校（當時大學大多數是男性），非宗派（當時大學大多數與宗教組織有關）和「培養有用的公民」。1891年10月1日「小利兰史丹佛大学」即后来著名的史丹佛大学。經過6年的規劃和建設敞開了大門。夫妻倆還辦夜校、孤兒院、幼稚園、婦女保護所。
該大學於1885年3月9日根據《加州議會和參議院捐贈法案》以及1885年11月14日董事會第一次會議上簽署的利蘭·斯坦福和簡·斯坦福捐贈基金成立。
史丹佛夫婦捐贈了大約4000萬美元（相當於今天的1,303,000,000美元）來發展這所大學，該大學於1891年10月1日舉行了開學典禮，旨在進行農業研究。當天被恩西納大廳錄取的第一位學生是赫伯特·胡佛，他後來成為美國第31任總統。19世紀末史丹佛家族的財富估計為5,000萬美元（相當於今天的17.59億美元）。

### 政途

#### 加州州长
他是加州第8任州長，任職時間為1862年1月至1863年12月，也是第一位共和黨州長。據說由於1862年的大洪水，總督需要划船去參加自己的就職典禮。他身材高大，說話緩慢，總是讀事先準備好的文本，給聽眾留下的印像是他比一個能說會道、即興演講的人更真誠。
在擔任州長期間，他將州債務削減了一半，並倡導保護森林。他還監督在聖荷西建立了加州第一所州立師範學校，後來成為聖荷西州立大學。史丹佛就任州長後，根據他在任期間通過的立法，任期從兩年改為四年。

#### 对华观点
利蘭·史丹佛是加州排华运动中的重要人物。作为加州议员，利蘭·史丹佛支持禁止华人移民。在1862年一封写给当局的信中他写到：“大量与我们不同而又低等的人群将有害于高贵人种”。因为此类言论，利蘭·史丹佛被人们视为白人的捍卫者，但随着他的中央太平洋铁路公司招募了大量的中国人，人们的这种看法发生了变化。

#### 对美洲原住民
在他的管理下，對居住在加州的美洲原住民的数量持續消滅仍在繼續。他確實簽署了一項法案，推翻了1850年《政府和保護印第安人法案》中允許奴役美洲原住民的部分內容。然而，他仍繼續北加州的禿山戰爭。

#### 国会议员

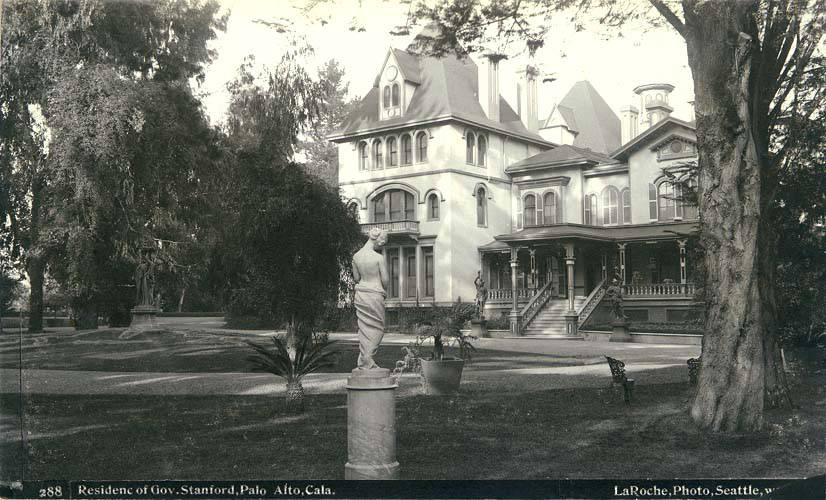
斯坦福晚年的宅邸

他從1885年后一直在美國參議院任職，直至1893年去世。他曾擔任美國參議院公共建築和場地委員會以及海軍委員會主席4年。在擔任參議院議員期間，他一直擔任中央太平洋鐵路公司的總裁兼董事。他撰寫了幾項參議院法案，推進了人民黨倡導的想法：一項促進創建工人所有合作社的法案，以及一項允許發行以土地價值支持的貨幣而不僅僅是黃金的法案標準。兩項法案均未能通過委員會。在華盛頓特區，他在法拉格特廣場擁有一處住宅，靠近俄羅斯駐美國部長卡爾·馮·斯特魯維男爵的家。

## 外部連結
- Governor Leland Stanford biography（页面存档备份，存于） at the California State Library
- Beyond Capitalism: Leland Stanford's Forgotten Vision（页面存档备份，存于）, by Lee Altenberg, Sandstone and Tile, 1990, Stanford Historical Society
- 利兰·斯坦福－美國國會國家人物傳記大辭典
- Penny Postcards: Leland Stanford's store: Michigan Bluff, California
- Stanford's racist speech: "Leland Stanford promised in his inaugural address to protect the state from "the dregs of Asia" -PBS.org（页面存档备份，存于）
- 在Find a Grave上的利兰·斯坦福
- The Philanthropy Hall of Fame, Leland Stanford（页面存档备份，存于）